# Ooencyrtus azul
Ooencyrtus azul är en stekelart som beskrevs av Prinsloo 1987. Ooencyrtus azul ingår i släktet Ooencyrtus och familjen sköldlussteklar.
Artens utbredningsområde är Kenya. Inga underarter finns listade i Catalogue of Life.